# Таоюаньський метрополітен
Не плутати з Тайюаньським метро
Таоюаньський метрополітен (кит.: 桃園捷運) — лінія метро в містах Таоюань, Новий Тайбей і Тайбей, Республіка Китай.
У системі використовується стандартна ширина колії та потяги, що живляться від третьої рейки (звичайні потяги чотиривагонні, експрес — п'ятивагонні). Усі підземні станції побудовані закритого типу. Естакадні станції обладнані скляними дверима заввишки приблизно метр, що відділяють платформу від потяга метро.

## Історія
Планування будівництва лінії метро, що сполучатиме Таоюань і Тайбей з міжнародним аеропортом, почалося в 1989 році, але до будівництва приступили лише в червні 2006 року. Спочатку лінію планували відкрити у 2013 році, але через затримки на будівництві система відкрилась у 2017 році, 2 лютого почалася тестова експлуатація, комерційна 2 березня того ж року.

## Лінія
Перша та єдина лінія починається на станції «Taipei Main station» розташованої за 250 м на захід від головного залізничного вокзалу міста Тайбей. Потім лінія виходить на естакаду в напрямку Таоюаньського міжнародного аеропорту на території якого розташовано 3 підземні станції (ще 1 відкриється пізніше), після цього знов виходить на естакаду до кінцевої станції «Huanbei» в місті Таоюань, за якою будується невелике розширення лінії на 2 станції, всього на лінії буде 26 станцій. На лінії 6 підземних та 15 естакадних станції. Використовується два типи потягів: звичайний що зупиняється на кожній станції та експрес що зупиняється лише на деяких станціях.

## Галерея

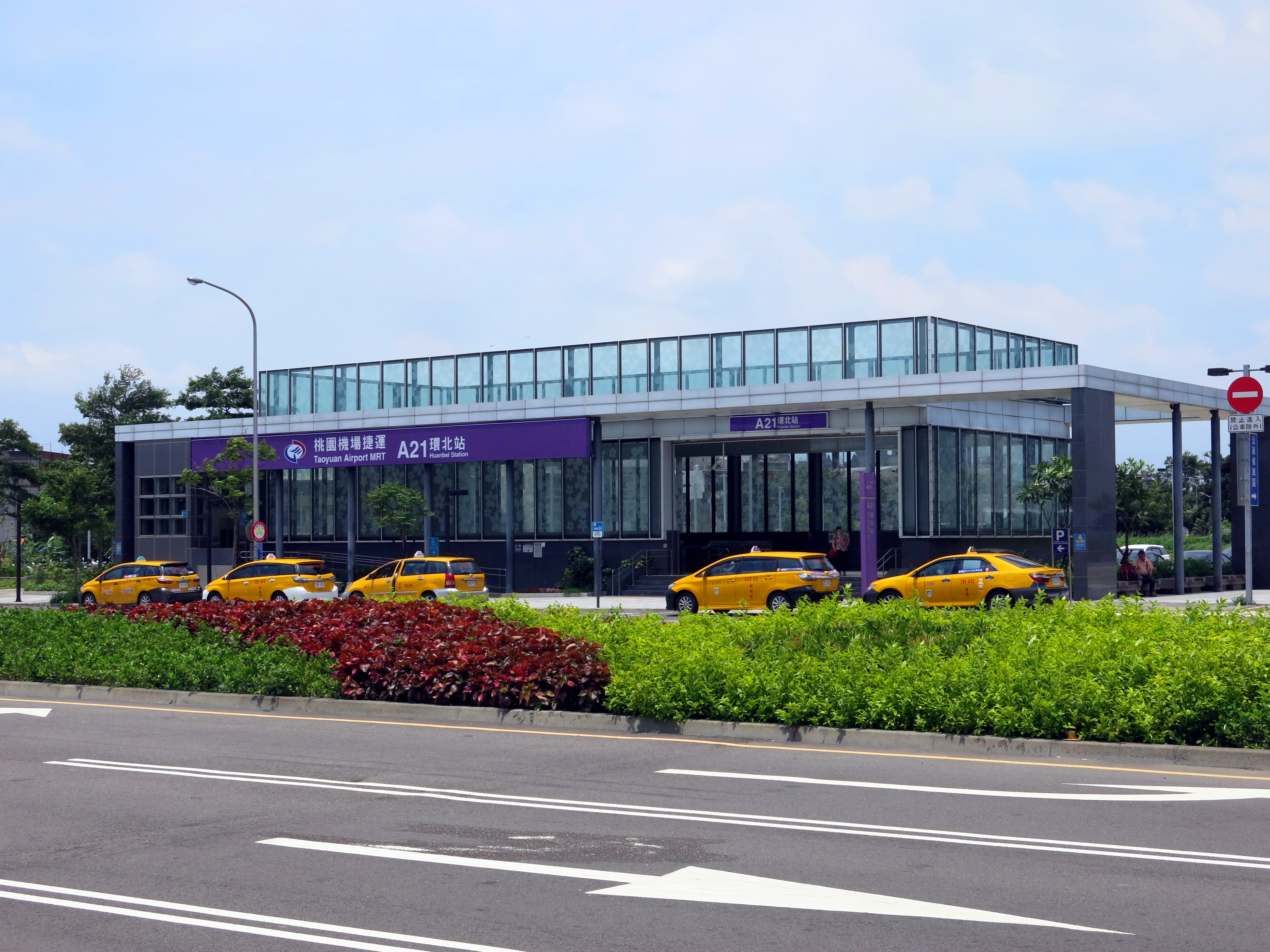
Вихід з підземної станції «Huanbei»
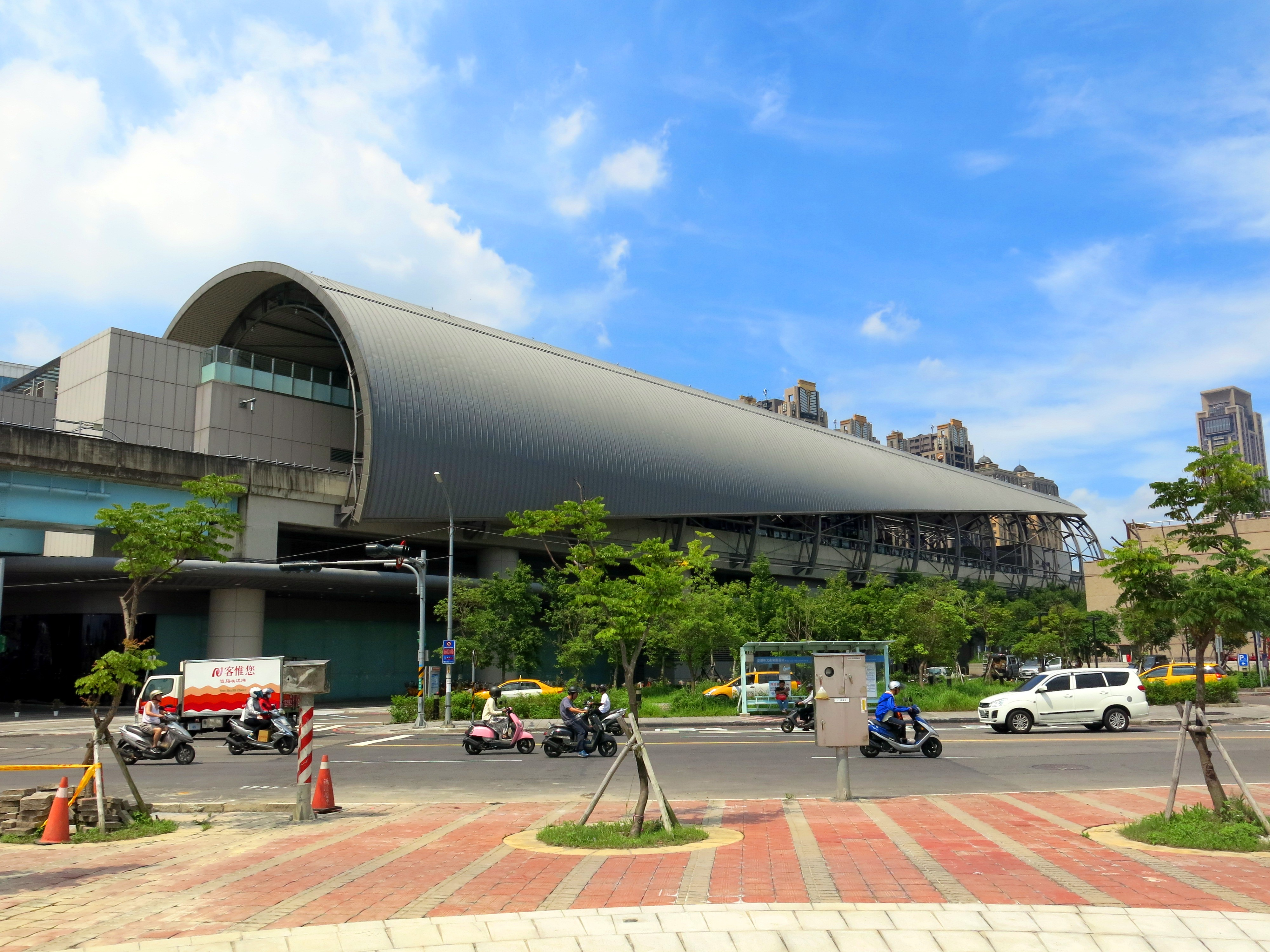
Естакадна станція «New Taipei Industrial Park»
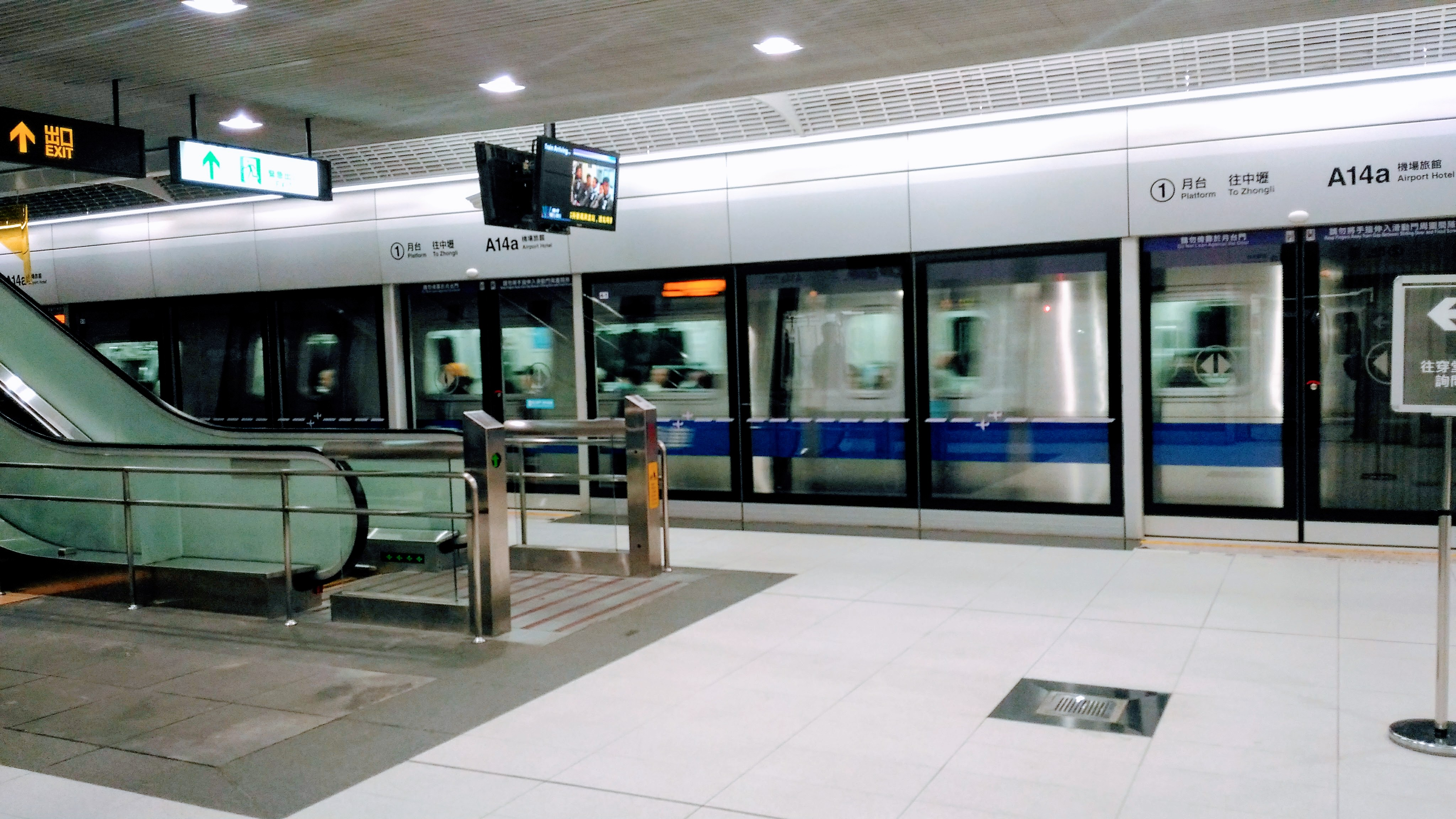
Платформа підземної станції «Airport Hotel»
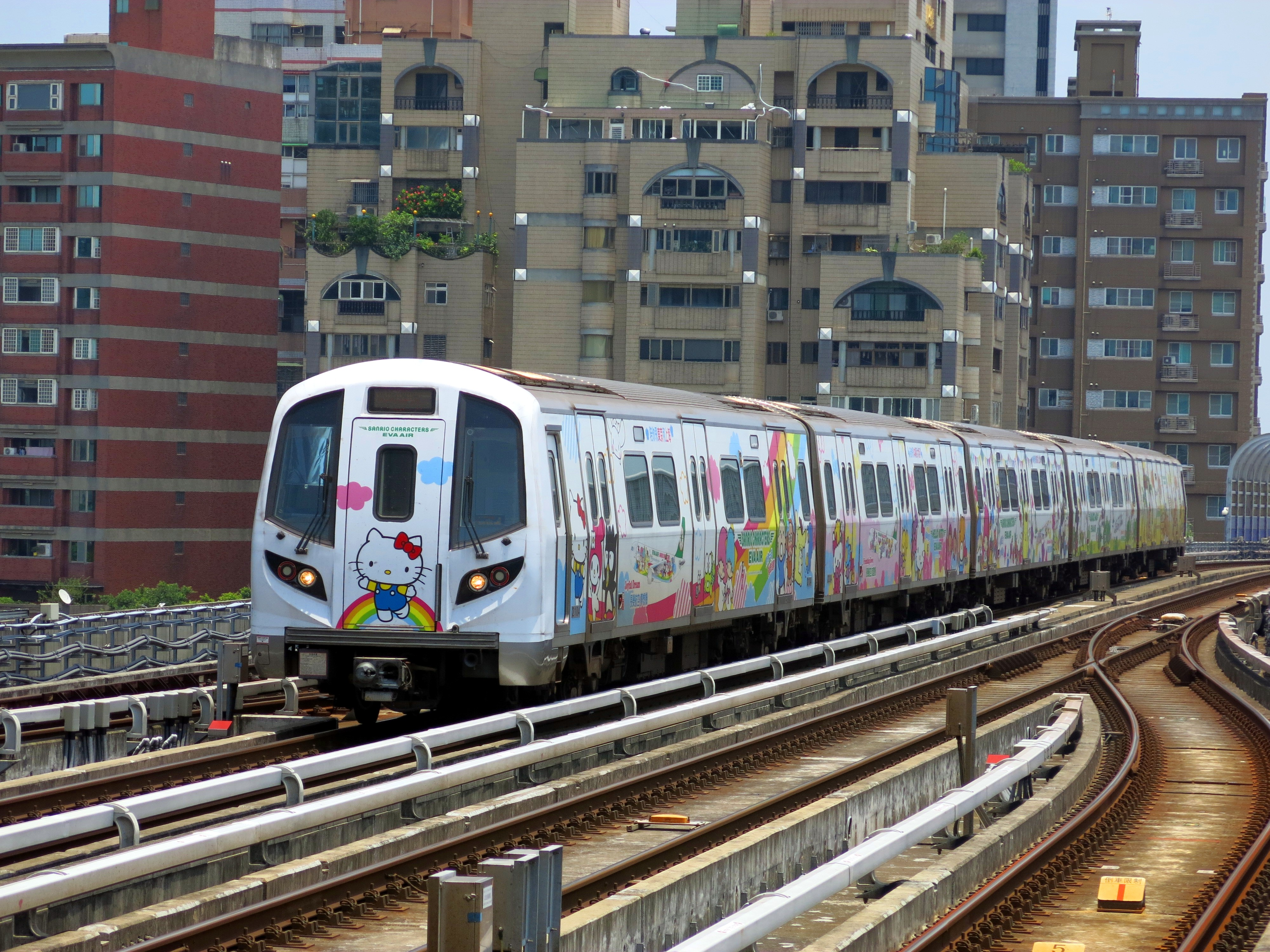
Потяг-експрес «Hello Kitty»